# Сарпинский район
Сарпи́нский райо́н (калм. Сарпан улс) — административно-территориальная единица в составе Республики Калмыкия Российской Федерации, в границах которой образован муниципальный район Сарпи́нское районное муниципальное образование. Административный центр — село Садовое.

## История
Пленум Калмыцкого облисполкома в январе 1930 года вынес решение о необходимости нового административно-территориального деления Калмыкии. IV объединённый пленум обкома ВКП(б) и областной контрольной комиссии 22—26 января 1930 года рассмотрел и одобрил проект нового административно-территориального деления Калмыцкой автономной области и подчеркнул «жизненную необходимость и своевременность этого мероприятия, рассчитанного на коренную ломку улусизма и родовизма, препятствующих успешному социалистическому развитию хозяйства и культуры». Сарпинский улус (район) с временным центром в урочище Деде-Ламин (Малые Дербеты) составили Малодербетовский улус вместе с присоединенными к нему Хошеутовским и Сатхаловским сельсоветами Икицохуровского улуса и Баруновским сельсоветом Багацохуровского улуса.
24 января 1938 года из состава Сарпинского улуса были выделены Малодербетовский и Кетченеровский улусы. Центром Сарпинского улуса стало село Вершин-Сал. 7 января 1939 года районным центром стало село Садовое. В 1943 году в состав улуса входило 9 сельсоветов.
| Сельсоветы по состоянию на 1943 год | Сельсоветы по состоянию на 1943 год | Сельсоветы по состоянию на 1943 год | Сельсоветы по состоянию на 1943 год |
| N п/п                               | Сельсовет                           | Административный центр              |                                     |
| ----------------------------------- | ----------------------------------- | ----------------------------------- | ----------------------------------- |
| 1                                   | Аршанский                           | посёлок Аршань-Зельмень             |                                     |
| 2                                   | Догзмакиновский                     | посёлок Догзмакин                   |                                     |
| 3                                   | Кануковский                         | село Кануково                       |                                     |
| 4                                   | Обиленский                          | село Обильное                       |                                     |
| 5                                   | Садовский                           | село Садовое                        |                                     |
| 6                                   | Сальский                            | посёлок Верхне-Сальск               |                                     |
| 7                                   | Уманцевский                         | село Уманцево                       |                                     |
| 8                                   | Шарнутовский                        | посёлок Шарнут                      |                                     |
| 9                                   | Шебенеровский                       | посёлок Шебенеры                    |                                     |

В связи с депортацией калмыцкого народа Сарпинский улус в декабре 1943 года был передан в состав Сталинградской области.
25 июля 1950 года Сарпинскому району была передана территория упразднённого Малодербетовского района Сталинградской области.
Сарпинский район возвращён в состав вновь образованной Калмыцкой автономной области Указом Президиума Верховного Совета РСФСР от 12 января 1957 года.

## География
Сарпинский район граничит:
- на северо-востоке — с Малодербетовским районом Калмыкии;
- на юго-востоке — с Кетченеровским районом Калмыкии;
- на юго-западе — с Заветинским районом Ростовской области;
- на западе и северо-западе — с Котельниковским и Октябрьским районами Волгоградской области.

Площадь территории — 3 738 км². Расстояние от районного центра до г. Элиста — 177 км.
В географическом отношении территория Сарпинского района включает две геоморфологические части: Ергенинскую возвышенность (основная часть — 86,8 %) и Сарпинскую низменность. Ергенинскую возвышенность занимает большую часть района и представляет собой волнистую равнину, изрезанную балками и оврагами. Ергени на востоке резко обрываются к Прикаспийской низменности, на западе плавно снижаются. Прикаспийская низменность занимает восток района.

### Гидрография
Гидрографическая сеть развита сравнительно слабо. Большинство рек являются малыми, летом пересыхают. Истоки рек района приурочены к Ергенинской возвышенности. Реки западного склона Ергеней относятся к бассейну реки Дон: река Кара-Сал (вместе с рекой Хамхурка), её притоки Акшибай и Кенкря, реки Аксай Курмоярский и Россошь (приток Аксая). Реки восточного склона впадают в Сарпинские озёра либо являются бессточными: реки Зельмень, Аршань-Зельмень, Элиста и другие. В восточной части района расположены озёра Ханата, Цаган-Нур, Батыр-Мала.

### Климат
Климат резко континентальный — лето жаркое и очень сухое, зима малоснежная, иногда с большими холодами. Абсолютный максимум температуры +42оС. Абсолютный минимум температуры −33,3оС. Особенностью территории являются засухи и суховеи: летом бывает до 120 суховейных дней. Вегетационный период с температурой выше 10оС продолжается от 180 до 213 дней.

### Почвы
Почвы преимущественно каштановые и бурые пустынно-степные. Каштановые почвы большей частью представлены комплексами с солонцами; почвообразующими породами служат лёссовидные тяжелые и средние суглинки; мощность гумусового слоя 40-45 см. В целом воднофизические и физико-химические свойства каштановых почв благоприятны для произрастания сельскохозяйственных растений, но их солонцеватость, эродированность, залегание в комплексах с солонцами, составляющими до 50 %, в условиях резкого дефицита влаги существенно ограничивают их использование в составе пашни. Солонцы распространены на территории района повсеместно и составляют около 32 % в структуре почвенного покрова.

## Население
Распределение населения района
 Садовое (50,37 %) Обильное (10,14 %) Шарнут (9,86 %) Кануково (6,04 %) Аршань-Зельмень (6,22 %) Кировский (5,46 %) Уманцево (4,35 %) Салын-Тугтун (4,54 %) Остальные (3,02 %)
| 1939    | 1959    | 1970    | 1979    | 1989    | 2000    | 2002    | 2008    | 2009    |
| ------- | ------- | ------- | ------- | ------- | ------- | ------- | ------- | ------- |
| 12 629  | ↗23 753 | ↗34 069 | ↘18 276 | ↘17 686 | ↘15 588 | ↘14 504 | ↘13 666 | ↘13 414 |
| 2010    | 2011    | 2012    | 2013    | 2014    | 2015    | 2016    | 2017    | 2018    |
| ↗13 796 | ↘13 748 | ↘13 409 | ↘13 080 | ↘12 918 | ↘12 790 | ↘12 526 | ↘12 313 | ↘12 062 |
| 2019    | 2020    | 2021    | 2024    |         |         |         |         |         |
| ↘11 789 | ↘11 549 | ↘11 084 | ↗11 466 |         |         |         |         |         |

Примечание. Значительное сокращение населения в межпереписной период 1970—1979 годов во связано с образованием 11 декабря 1970 года Малодербетовского района
Согласно прогнозу Минэкономразвития России, численность населения будет составлять:
- 2024 — 10,36 тыс. чел.
- 2035 — 7,16 тыс. чел.

Распределение населения
Население района распределено неравномерно. Почти половина всего населения проживает в районном центре (село Садовое).
Изменение доли районного центра (село Садовое) в численности населения района за период с 1939 по 2010 год по данным всесоюзных и всероссийских переписей
:
Примечание. Данные переписей населения 1959 и 1970 годов не приводятся, поскольку в период с 1955 по 1970 гг. территория района значительно отличалась от современной
Национальный состав
| Русские                                          | 8 191 (64,6 %) | 7 630 (55,3 %) |
| Калмыки                                          | 4 299 (34,0 %) | 4 368 (31,7 %) |
| Даргинцы                                         | …              | 639 (4,6 %)    |
| Чеченцы                                          | …              | 473 (3,4 %)    |
| Грузины                                          | …              | 101 (0,7 %)    |
| Показаны народы c численностью более 100 человек |                |                |

По итогам переписи населения 2020 года проживали следующие национальности (национальности менее 0,1 % и другое см. в сноске к строке «Другие»):
| Национальность | Численность, чел. | Доля     |
| -------------- | ----------------- | -------- |
| Русские        | 5984              | 53,99 %  |
| Калмыки        | 3631              | 32,76 %  |
| Даргинцы       | 657               | 5,93 %   |
| Чеченцы        | 379               | 3,42 %   |
| Грузины        | 69                | 0,62 %   |
| Украинцы       | 28                | 0,25 %   |
| Казахи         | 28                | 0,25 %   |
| Армяне         | 18                | 0,16 %   |
| Татары         | 17                | 0,15 %   |
| Азербайджанцы  | 17                | 0,15 %   |
| Молдаване      | 12                | 0,11 %   |
| Другие         | 244               | 2,21 %   |
| Итого          | 11 084            | 100,00 % |

## Территориально-муниципальное устройство
В Сарпинском районе 17 населённых пунктов в составе 9 сельских поселений:
| № | Сельские поселения                                   | Административный центр  | Количество населённых пунктов | Население | Площадь, км² |
| - | ---------------------------------------------------- | ----------------------- | ----------------------------- | --------- | ------------ |
| 1 | Аршаньзельменское сельское муниципальное образование | посёлок Аршань-Зельмень | 2                             | ↗580      |              |
| 2 | Кануковское сельское муниципальное образование       | село Кануково           | 1                             | ↘692      |              |
| 3 | Кировское сельское муниципальное образование         | посёлок Кировский       | 2                             | ↘868      |              |
| 4 | Коробкинское сельское муниципальное образование      | посёлок Коробкин        | 1                             | ↘236      |              |
| 5 | Обильненское сельское муниципальное образование      | село Обильное           | 2                             | ↘757      |              |
| 6 | Садовское сельское муниципальное образование         | село Садовое            | 2                             | ↗5816     |              |
| 7 | Салынтугтунское сельское муниципальное образование   | посёлок Салын-Тугтун    | 4                             | ↘637      |              |
| 8 | Уманцевское сельское муниципальное образование       | село Уманцево           | 1                             | ↘499      |              |
| 9 | Шарнутовское сельское муниципальное образование      | посёлок Шарнут          | 2                             | ↘999      |              |

Населённые пункты
В сносках к названию населённого пункта указана муниципальная принадлежность

| Садовое         | ↘5775 |
| Обильное        | ↘1163 |
| Шарнут          | ↘1130 |
| Кануково        | ↘692  |
| Аршань-Зельмень | ↘713  |
| Кировский       | ↗626  |

| Уманцево     | ↘499 |
| Салын-Тугтун | ↘520 |
| Коробкин     | ↘236 |
| Новый        | ↘205 |
| Каажихин     | ↗181 |
| Догзмакин    | ↗147 |

| Годжур      | ↘122 |
| Ик Заргакин | ↗46  |
| Арым        | ↘41  |
| Шин         | ↘38  |
| Листа       | ↗19  |

### Упразднённые населённые пункты
- Уманцевское сельское муниципальное образование — хутор Терновый («…» — 2000)

## Экономика
Ведущее место в экономике района занимает сельское хозяйство, в котором приоритетными направлениями являются зерновое производство и животноводство. В структуре занятости (по данным районного отдела статистики) на долю занятых в сельском хозяйстве приходится 32,9 % в 2010 году.

## Образование
Система образования Сарпинского района представлена 18 учреждениями образования:
- 10 — средних общеобразовательных школ
- 3 — основных общеобразовательных школ
- 3 — муниципальные учреждения дополнительного образования
- 1- дошкольные образовательные учреждения

Всего на 1 января 2011 года в муниципальных образовательных учреждениях обучалось 1213 человек. Дополнительным образованием охвачены 653 учащихся. В дошкольном учреждении −146 детей.